# Крива круша (община Чашка)
 Тази статия е за селото в Северна Македония.  За селото в България вижте Крива круша.  
Крива круша (на македонска литературна норма: Крива Круша) е село в Северна Македония, част от община Чашка.

## География
Селото е разположено в областта Азот западно от град Велес. Църквата в селото е „Света Богородица“.

## История
В XIX век Крива круша е село във Велешка кааза, Нахия Азот на Османската империя. В „Етнография на вилаетите Адрианопол, Монастир и Салоника“, издадена в Константинопол в 1878 година и отразяваща статистиката на населението от 1873 година, Крива круша (Criva Croucha) е посочено като село с 13 домакинства и 54 жители българи. Според статистиката на Васил Кънчов („Македония. Етнография и статистика“) в края на XIX век Крива Круша има 155 жители, всички българи християни.
Жителите му в началото на века са под върховенството на Българската екзархия – според статистиката на секретаря на Екзархията Димитър Мишев („La Macédoine et sa Population Chrétienne“) в 1905 година в Крива круша (Kriva-Kroucha) живеят 152 българи екзархисти. През 1907 година деецът на сръбската пропаганда в Македония войводата Йован Бабунски изпраща заплашителни писма до селяните от Крива круша да се откажат от Българската екзархия.
През учебната 1912/1913 година учителка в селото е Ана Кръндева.
При избухването на Балканската война в 1912 година двама души от Крива круша са доброволци в Македоно-одринското опълчение.
След Междусъюзническата война в 1913 година селото остава в Сърбия.
На етническата си карта от 1927 година Леонард Шулце Йена показва Крива круша (Krivakruša) като българско християнско село.

## Личности
Родени в Крива круша
- Арсо Панов, български революционер, деец на ВМОРО, жив към 1918 г.[10]